# Bundesautobahn 395
Bundesautobahn 395 (Abkürzung: BAB 395) – Kurzform: Autobahn 395 (Abkürzung: A 395) – auch Harz-Highway genannt – war zwischen dem 1. Januar 1975 und dem 31. Dezember 2018 die Bezeichnung einer Autobahn, die von Braunschweig nach Bad Harzburg und seit dem 2. Oktober 2001 nach Goslar-Vienenburg verlief. Sie ging am 1. Januar 2019 in den Bundesautobahnen 36 und 369 auf.

## Geschichte

Alte Planung der BAB 395/369 aus dem Jahr 1976

Die A 395 basierte auf der Bundesstraße 4 zwischen Braunschweig und Bad Harzburg. Sie war Gegenstand eines vierspurigen Ausbaus und ab den 1960er-Jahren speziell in Bad Harzburg politischer Diskussionen bezüglich ihrer Realisierung. Der Abschnitt zwischen den Ausfahrten Vienenburg und Vienenburg-Süd war der älteste und wurde im November 1972 eröffnet.
Am 1. Januar 1975 wurde der Abschnitt bei Vienenburg zur A 395 aufgestuft. Zwischenzeitlich stand die Bezeichnung A 369 zur Diskussion, diese wurde jedoch erst im Jahre 2019 für ein Teilstück dieser Autobahn vergeben. Die Teilstücke zwischen Braunschweig und der Abfahrt Wolfenbüttel-Nord mussten erst dem Autobahnstandard angepasst werden und konnten deshalb erst später eröffnet werden. Nachdem dies bis 1984 geschah, wurden die restlichen Teilstücke bis Ende 1994 unter der Bezeichnung A 395 fertiggestellt und damit die Autobahn von Braunschweig bis Bad Harzburg durchgehend. Nach der Wiedervereinigung wurde zudem die Abfahrt Osterwieck bei Vienenburg neu eingerichtet, um zunächst die Anbindung in Richtung Osten zu verbessern.
1999 begannen die Arbeiten an einer Osterweiterung der südlich anschließenden Bundesstraße 6 nach Sachsen-Anhalt. Dadurch wurde 2001 das Autobahndreieck Vienenburg eröffnet und das Autobahnende am 2. Oktober 2001 hierhin verlegt. Der Abschnitt zwischen dem Autobahndreieck und der AS Westerode wurde der Bundesstraße 6 zugeschlagen und zum direkten Vorläufer der heutigen BAB 369.
Am 21. Juli 2017 wurde angekündigt, dass zum 1. Januar 2019 die bisherige A 395 in die zukünftige Bundesautobahn 36 übergehen wird. Dem abgestuften Abschnitt südlich des Dreiecks Vienenburg wurde der alte Name Bundesautobahn 369 übertragen. Im Zuge der Umwidmung wurde die Beschilderung ab dem 18. Dezember 2018 ausgetauscht.
Amtlich erfolgte die Umwidmung und das Ende der A 395 am 1. Januar 2019.
| Strecke                                               | Länge   | Verkehrsfreigabe | heutige Widmungen      |
| ----------------------------------------------------- | ------- | ---------------- | ---------------------- |
| AK Braunschweig-Melverode – AS Braunschweig-Stöckheim | 03,7 km | 1984             | (seit 1. Januar 2019)  |
| AS Braunschweig-Stöckheim – AS Wolfenbüttel-West      | 07,4 km | 1980             | (seit 1. Januar 2019)  |
| AS Wolfenbüttel-West – AS Wolfenbüttel-Süd            | 01,7 km | 1983             | (seit 1. Januar 2019)  |
| AS Wolfenbüttel-Süd – AS Klein-Flöthe                 | 07,4 km | Juni 1994        | (seit 1. Januar 2019)  |
| AS Klein-Flöthe – AS Schladen-Nord                    | 05,2 km | Dez. 1994        | (seit 1. Januar 2019)  |
| AS Schladen-Nord – AS Lengde                          | 05,3 km | 1988             | (seit 1. Januar 2019)  |
| AS Lengde – AS Vienenburg                             | 04,3 km | 1980             | (seit 1. Januar 2019)  |
| AS Vienenburg – AD Vienenburg                         | 05,8 km | 19. Nov. 1972    | (seit 1. Januar 2019)  |
| AD Vienenburg – AS Vienenburg-Süd                     | 05,8 km | 19. Nov. 1972    | (seit 1. Januar 2019)  |
| AS Vienenburg-Süd – AD Bad Harzburg                   | 02,5 km | 20. Okt. 1977    | (seit 1. Januar 2019)  |
| AD Bad Harzburg – AS Westerode                        | 02,5 km | 20. Okt. 1977    | (seit 2. Oktober 2001) |
| Einzelnachweise:                                      |         |                  |                        |

## Bilder

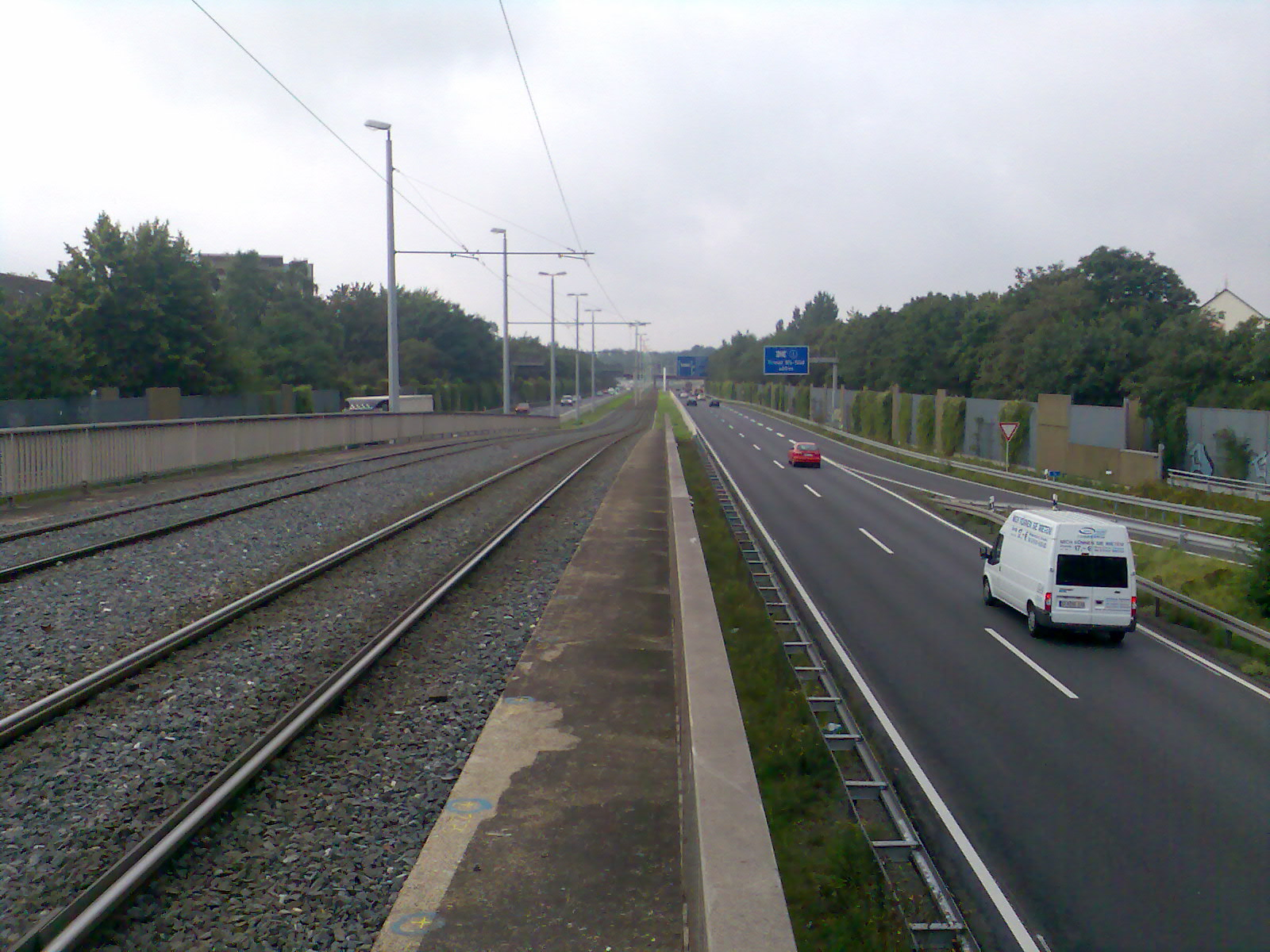
Blick von der Straßenbahn-Haltestelle „Sachsendamm“ auf die BAB 395
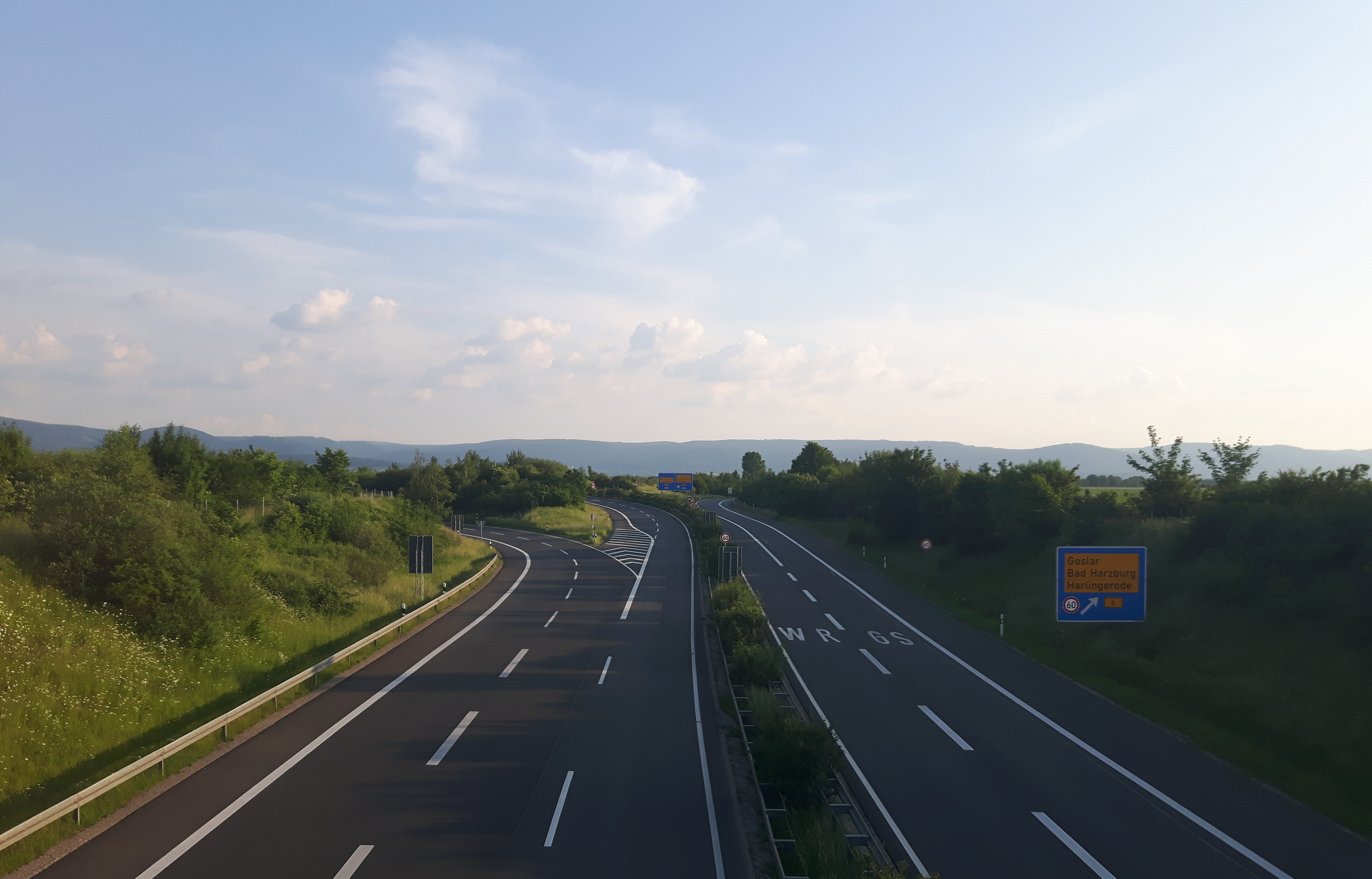
Südende am Autobahndreieck Vienenburg und Einmündung in die B 6